# Briefmarken-Jahrgang 1980 der Deutschen Bundespost
Der Briefmarken-Jahrgang 1980 der Deutschen Bundespost umfasste 33 Sondermarken. In diesem Jahr wurden zwei Dauermarken der Serie Burgen und Schlösser herausgegeben. Eine Besonderheit stellt die Marke zum „Tag der Briefmarke“ (Michel-Nr. 1065) dar, die unter der Überschrift „FIP-Kongress“ verausgabt wurde und keinen textlichen Bezug zum Ausgabeanlass des Tages der Briefmarke erkennen lässt, im Ausgabeprogramm 1980 aber so angekündigt worden war. Diese Marke erschien abweichend vom Standard in Kleinbogen zu je zehn Stück mit besonderem Texteindruck am oberen Querrand, wobei die Marken aber einzeln erworben werden konnten.
Eine weitere Sonderbriefmarke anlässlich der Olympischen Spiele 1980 in Moskau war bereits vorbereitet, wurde aber wegen des Boykotts mehrerer westlicher Länder nicht herausgegeben. Gleichwohl wurde ein Bogen dieser Marken für die Frankatur von Poststücken durch die Ehefrau des damaligen Postministers verwendet. Motiv von Jacki, Olympische Ringe auf weiß-blauem Grund, Wertstufe 60+30 Pfennig, im Michelkatsalog unter der Nummer XIII verzeichnet.
Alle seit dem 1. Januar 1969 ausgegebenen Briefmarken waren unbeschränkt frankaturgültig, es gab kein Ablaufdatum wie in den vorhergehenden Jahren mehr.
Durch die Einführung des Euro als europäische Gemeinschaftswährung zum 1. Januar 2002 wurde diese Regelung hinfällig.
Die Briefmarken dieses Jahrganges konnten allerdings bis zum 30. Juni 2002 genutzt werden. Ein Umtausch war noch bis zum 30. September in den Filialen der Deutschen Post möglich, danach bis zum 30. Juni 2003 zentral in der Niederlassung Philatelie der Deutschen Post AG in Frankfurt.

## Liste der Ausgaben und Motive
Legende
- Bild: Eine bearbeitete Abbildung der genannten Marke. Das Verhältnis der Größe der Briefmarken zueinander ist in diesem Artikel annähernd maßstabsgerecht dargestellt. Sollten keine Marken abgebildet sein, liegt es daran, dass das Urheberrecht des Künstlers noch nicht erloschen ist.
- Beschreibung: Eine Kurzbeschreibung des Motivs und/oder des Ausgabegrundes. Bei ausgegebenen Serien oder Blocks werden die zusammengehörigen Beschreibungen mit einer Markierung versehen eingerückt.
- Wert: Der Frankaturwert der einzelnen Marke in Pfennig. Ein „+“ bedeutet, dass es sich um eine Zuschlagsmarke handelt (= Frankaturwert + Spende).
- Ausgabedatum: Das Datum des erstmaligen Verkaufs dieser Briefmarke.
- Auflage: Soweit bekannt, wird hier die zum Verkauf angebotene Anzahl dieser Ausgabe angegeben.
- Entwurf: Soweit bekannt, wird hier angegeben, von wem der Entwurf dieser Marke stammt.
- Mi.-Nr.: Diese Briefmarke wird im Michel-Katalog unter der entsprechenden Nummer gelistet.

| Sondermarken | |                  |                       |             |                              |                     |
| Bild         | Beschreibung | Werte in Pfennig | Ausgabe- datum (1980) | Auflage     | Entwurf                      | MiNr.               |
|              | 100. Todestag von Anselm Feuerbach (1829–1880) Detail des Gemäldes „Iphigenie“                                                                                          | 50               | 10. Januar            | 22.680.000  | H. P. Schall                 | 1033                |
|              | 25 Jahre Zugehörigkeit der Bundesrepublik Deutschland zur NATO | 100              | 10. Januar            | 21.630.000  | Holger Börnsen               | 1034                |
|              | 1200 Jahre Stadt und Bistum Osnabrück Rathaus, Kirche St. Marien und der Dom St. Peter von Osnabrück                                                                    | 60               | 10. Januar            | 28.580.000  | Otto Rohse                   | 1035                |
|              | 500. Geburtstag von Götz von Berlichingen (1480–1562) Glasbild mit seinem Porträt im Schlossmuseum der Burg Jagsthausen                                                 | 60               | 10. Januar            | 31.730.000  | Günter Jacki                 | 1036                |
|              | 100 Jahre Rechtschreiblexikon von Konrad Duden Vergleichende Ansicht der Duden von ca. 1880 und 1980 am Beispiel des Wortes That mit Tat                                | 60               | 14. Februar           | 31.100.000  | Paul Froitzheim              | 1039                |
|              | Für die Jugend, Luftfahrt - Segelflugzeug Fs 24 Phönix | 40+20            | 10. April             | 5.831.000   | Fritz Haase                  | 1040                |
|              | - Lockheed Super Constellation | 50+25            | 10. April             | 5.958.000   | Fritz Haase                  | 1041                |
|              | - Airbus A300 | 60+30            | 10. April             | 6.086.000   | Fritz Haase                  | 1042                |
|              | - Boeing 747 | 90+45            | 10. April             | 5.762.000   | Fritz Haase                  | 1043                |
|              | 100 Jahre Deutscher Verein für öffentliche und private Fürsorge verschiedene Symbole der Mitgliedsverbände des Vereins                                                  | 60               | 10. April             | 30.700.000  | Karl Oskar Blase             | 1044                |
|              | 800. Jahrestag des Reichstages zu Gelnhausen Friedrich I. Barbarossa mit seinen Söhnen König Heinrich und Herzog Friedrich von Schwaben, Miniatur aus der Welfenchronik | 60               | 10. April             | 32.700.000  | Karl Hans Walter             | 1045                |
|              | Sporthilfe - Fußball | 50+25            | 8. Mai                | 5.058.000   | Hans Peter Hoch              | 1046                |
|              | - Dressurreiten | 60+30            | 8. Mai                | 5.139.000   | Hans Peter Hoch              | 1047                |
|              | - Skilanglauf | 90+45            | 8. Mai                | 4.959.000   | Hans Peter Hoch              | 1048                |
|              | Europamarken Bedeutende Persönlichkeiten - Albertus Magnus | 50               | 8. Mai                | 120.450.000 | Elisabeth von Janota-Bzowski | 1049                |
|              | - Gottfried Wilhelm Leibniz | 60               | 8. Mai                | 136.050.000 | Elisabeth von Janota-Bzowski | 1050                |
|              | 450 Jahre Augsburger Bekenntnis Confessio Augustana Verlesung der Confessio Augustana vor Karl V. auf dem Reichstag zu Augsburg, Stich von ca. 1630                     | 50               | 8. Mai                | 29.100.000  | Heinz Schillinger            | 1051                |
|              | Naturschutzgebiete | 40               | 8. Mai                | 30.900.000  | Heinz Schillinger            | 1052                |
|              | Internationaler Kongreß für Erziehung und Bildung Hörgeschädigter | 90               | 10. Juli              | 22.700.000  | Erwin Poell                  | 1053                |
|              | 250. Ausgabe des Losungsbuches der Herrnhuter Brüdergemeine Das erste gedruckte Losungsbuch von 1731                                                                    | 50               | 10. Juli              | 32.350.000  | Peter Steiner                | 1054                |
|              | 1500. Geburtstag von Benedikt von Nursia (um 480–547) | 50               | 10. Juli              | 31.780.000  | Elisabeth von Janota-Bzowski | 1055                |
|              | 200. Geburtstag von Friedrich Joseph Haass (1780–1853) Hand | 60               | 14. August            | 30.900.000  | Gerd Aretz                   | 1056                |
|              | 150. Geburtstag von Marie von Ebner-Eschenbach (1830–1916) | 60               | 14. August            | 34.100.000  | Bruno K. Wiese               | 1057                |
|              | 100. Geburtstag von Gorch Fock (Johann Wilhelm Kinau) (1880–1916) Segel und Takelage                                                                                    | 60               | 14. August            | 34.100.000  | Günter Jacki                 | 1058                |
|              | Wohlfahrtsmarken: gefährdete Ackerwildkräuter - Hornköpfchen, Ceratocephala falcata                                                                                     | 40+20            | 9. Oktober            | 15.201.000  | Heinz Schillinger            | 1059                |
|              | - Ranken-Platterbse, Lathyrus aphaca | 50+25            | 9. Oktober            | 15.106.000  | Heinz Schillinger            | 1060                |
|              | - Kornrade, Agrostemma githago | 60+30            | 9. Oktober            | 19.193.000  | Heinz Schillinger            | 1061                |
|              | - Schopfige Traubenhyazinthe, Muscari comosum | 90+45            | 9. Oktober            | 7.854.000   | Heinz Schillinger            | 1062                |
|              | Zwei Jahrtausende Weinbau in Mitteleuropa Holzschnitt aus dem Lehrbuch Rucelia commoda von Petrus de Crescentiis                                                        | 50               | 9. Oktober            | 29.800.000  | Erwin Poell                  | 1063                |
|              | 100 Jahre Vollendung des Kölner Doms Einfügung des Schlusssteins in die Südturm-Kreuzblume des Kölner Doms                                                              | 60               | 9. Oktober            | 33.050.000  | Peter Steiner                | 1064                |
|              | FIP-Kongress für Philatelie und Postgeschichte Posthausschild Altheim / Saar                                                                                            | 60+30            | 13. November          | 34.810.000  | Heinz Schillinger            | 1065                |
|              | Weihnachtsmarke - Die Geburt Christi, Detail aus einer Handschrift aus Altomünster aus dem frühen 12. Jahrhundert                                                       | 60+30            | 13. November          | 11.818.000  | Herbert Stelzer              | 1066                |
|              | 500. Geburtstag von Albrecht Altdorfer (1480–1538) Radierung „Landschaft mit den zwei Fichten“                                                                          | 40               | 13. November          | 32.600.000  | Peter Steiner                | 1067                |
| Dauermarken  | |                  |                       |             |                              |                     |
| Bild         | Beschreibung | Werte in Pfennig | Ausgabe- datum (1980) | Auflage     | Entwurf                      | Mi.-Nr Bund, Berlin |
|              | Dauermarkenserie: Burgen und Schlösser - Schloss Wolfsburg | 40               | 14. Februar 1980      | unbekannt   | Heinz Schillinger            | 1037 614            |
|              | - Inzlinger Wasserschloss | 50               | 14. Februar 1980      | unbekannt   | Heinz Schillinger            | 1038 615            |